# 피터 오리어리
피터 오리어리(Peter O'Leary, 1972년 3월 3일 ~ )는 뉴질랜드의 축구 심판이자, 학교 교사이다. 이전에는 웰링턴에 살았으나 현재는 팡가레이에서 거주하며, 교사로 근무하고 있다.

## 경력
1994년에 처음 심판으로 활동을 시작했다. 2003년 국제 축구 연맹으로부터 국제 심판 자격을 취득한 이래, 오세아니아 축구 연맹이 주관하는 여러 대회의 심판을 맡았으며, 특히 2004년 OFC 네이션스컵 대회와 2006년 OFC 챔피언스리그 심판을 맡았다.
이후 남아프리카공화국에서 개최된 2010년 FIFA 월드컵에서 뉴질랜드 심판 마이클 헤스터와 함께 심판진에 선임되었다. 또한 그는 2014년 FIFA 월드컵에서 나이지리아와 보스니아 헤르체고비나의 조별 예선 경기의 주심을 맡기도 하였다.

## 논란[1]
나이지리아와 보스니아 헤르체고비나 조별 예선 경기에서 당시 보스니아의 대표 공격수 에딘 제코가 전반 19분 즈베즈단 미시모비치의 패스를 받아 골을 넣었으나, 득점으로 인정되지 않았다. 심판은 제코가 오프사이드 위치에 있었다고 판정하였다. 그러나 느린 화면으로 확인한 결과 제코는 오프사이드 위치에 있지 않았다.
이어 보스니아는 석연치 않은 판정으로 선제골까지 내주고 말았다. 나이지리아 공격수 이매뉴얼 에메니케는 전반 29분 오른쪽 측면에서 돌파를 시도하는 도중 보스니아 수비수 에미르 스파히치를 잡아챘다. 순간 보스니아 선수들은 주심을 의식하며 집중력을 잃었고 그사이 피터 오뎀윙기는 에메니케의 패스를 골로 연결했다. 여기에 오리어리 주심이 경기 후 나이지리아의 골키퍼 빈센트 에니에아마(32·릴 메트로폴)와 웃으며 포옹하는 장면이 포착돼 오심 논란은 더욱 거세졌다.
그 후 온라인 서명운동이 전개되어 퇴출 위기에 놓여 있다.